# Dulce Provensálská (1172)
Dulce Provensálská (katalánsky Dolça de Provença, francouzsky Douce de Carlat, † 1172) byla hraběnka provensálská v letech 1166 - 1167. Narodila se jako jediná dcera a dědička provensálského hraběte Ramona Berenguera II. a Richenzy, dcery piastovského knížete Vladislava Vyhnance.
Provensálské hrabství dostal strýc Dulcina otce od Fridricha Barbarossy za podporu v boji s italskými městy roku 1160 lénem a po jeho brzké smrti hrabství převzal Ramon Berenguer od podzimu 1161 ženatý s Richenzou, císařovou sestřenicí.
Roku 1165 otec zaslíbil Dulcii synovi toulouského hraběte Raimonda V. Sňatek měl zpečetit smír mezi oběma rody, vyvolaný spory o Provence. O rok později hrabě během obléhání Nice padl a hraběti z Toulouse se nepodařilo převzít hrabství, kterého se chopil jako bratranec zesnulého aragonský král Alfons II. a zcela ignoroval nároky nezletilé dědičky. Ta zemřela roku 1172.